# 캐스페이스 4
캐스페이스 4(영어: caspase 4, CASP4)는 캐스페이스 계열에 속하는 시스테인-아스파르트산 단백질 분해 효소 계열에 속한다. 캐스페이스 4의 기능은 완전히 알려져 있지 않지만 캐스페이스 1, 캐스페이스 5와 함께 면역계에서 역할을 하는 염증성 캐스페이스로 여겨진다.
항염증제인 인도프로펜은 캐스페이스 4의 활성을 억제하는 물질이다.

## 같이 보기
- PMAP
- 캐스페이스